# Laetare (Poot)
Laetare is een compositie voor harmonieorkest of fanfare van de Belgische componist en lid van de componisten groep De Synthetisten Marcel Poot uit 1924. De componist heeft deze ouverture opgedragen aan senator Pierre Diriken.